# マルティン・パジュ＝レロ
マルティン・パジュ＝レロ（Martin Page-Relo、1999年1月6日 - ）は、トップ14・リヨンOUに所属するラグビーユニオン選手。

## プロフィール
- フランス、リル＝ジュルダン出身[1]。
- ポジションはスクラムハーフ(SH)。
- 身長 173cm、体重 77kg
- イタリア代表キャップは6（2024年3月現在）でラグビーワールドカップ2023のイタリア代表に選ばれた[2]。

## 略歴
トゥールーズ、USカルカソンヌを経て、2023年、リヨンOUに加入。 